# إميل أنطونيو
إميل أنطونيو (بالفرنسية: Émile Antonio)‏ (22 أبريل 1928 في أوزات-لو-كومبيلي) لاعب كرة قدم فرنسي معتزل كان يجيد اللعب في خط الوسط كما يجيد اللعب في مركز المهاجم .

## المسيرة الرياضية
بدأ أنطونيو مسيرته الرياضية في نادي لو كومبيلي المحلي . انتقل بعدها إلى نادي سيت ثم إلى نادي نيس حيث ساهم في تحقيق بطولة كأس فرنسا موسم 1953-1954 بفوزه في المباراة النهائية على نادي مرسيليا 2-1 . انتقل بعدها إلى نادي ليون وقضى فيه 7 مواسم شارك خلالها في 183 مباراة (160 مباراة في بطولة دوري الدرجة الأولى) مسجلا 23 هدف ونتيجة لذلك فقد أصبح نجما محبوبا لدى مشجعي النادي . قرر أنطونيو ترك النادي في سنة 1961 حيث انتقل إلى نادي مونتفيراند وبعد موسمين عاد إلى ناديه الأم لو كومبيلي حيث قرر اعتزال لعب كرة القدم بشكل نهائي في سنة 1972 .

## روابط خارجية
- إميل أنطونيو على موقع قاعدة بيانات كرة القدم.إي يو (الإنجليزية)
- إميل أنطونيو على موقع ليكيب (الفرنسية)
- إميل أنطونيو على موقع عالم كرة القدم.نت (الإنجليزية)